# داني هاريس
داني لي هاريس (بالإنجليزية: Danny Lee Harris)‏ هو عداء مسافات قصيرة أمريكي ولد في 7 سبتمبر 1965 في مدينة توررانسي في الولايات المتحدة، تخصص في سباقات 400 متر، أبرز إنجازاته هو فوزه بالميدالية الفضية في سباق 400 متر في دورة الألعاب الأولمبية الصيفية 1984 في لوس أنجلوس، كما تمكن من الفوز بالميدالية الفضية في بطولة العالم لألعاب القوى 1987 في روما.

## روابط خارجية
- داني هاريس على موقع الاتحاد الدولي لألعاب القوى (الإنجليزية)
- داني هاريس على موقع اللجنة الأولمبية الدولية (الإنجليزية)
- داني هاريس على موقع أوليمبيديا (الإنجليزية)
- داني هاريس على موقع قاعة آيوا للمشاهير الرياضية (الإنجليزية)